# Bulgária nos Jogos Olímpicos de Verão da Juventude de 2010
A Bulgária participou dos Jogos Olímpicos de Verão da Juventude de 2010 em Cingapura. Com uma delegação composta de 21 atletas que competiram em 12 esportes, o país conquistou duas medalhas de ouro e uma de bronze.

## Medalhistas
| Medalha | Nome            | Esporte        | Evento                 | Data         |
| ------- | --------------- | -------------- | ---------------------- | ------------ |
| Ouro    | Boyanka Kostova | Halterofilismo | Até 53 kg feminino     | 16 de agosto |
| Ouro    | Georgi Shikov   | Halterofilismo | Até 85 kg masculino    | 18 de agosto |
| Bronze  | Georgi Tsonov   | Atletismo      | Salto triplo masculino | 23 de agosto |

## Atletismo
| Evento                    | Atleta          | Qualificação | Qualificação | Final     | Final        |
| Evento                    | Atleta          | Resultado    | Posição      | Resultado | Posição      |
| ------------------------- | --------------- | ------------ | ------------ | --------- | ------------ |
| Salto em altura feminino  | Galina Nikolova | 1,76         | 6º           | 1,79      | 4º (Final A) |
| Salto em altura masculino | Georgi Dimitrov | 2,07         | 10º          | 2,10      | 2º (Final B) |
| Salto triplo masculino    | Georgi Tsonov   | 15,38        | 5º           | 15,80     | [ 7 ]        |
| 200 m feminino            | Karin Okolie    | 24.39        | 5º (3º q2)   | 24.34     | 5º (Final A) |

## Boxe
| Evento                | Atleta            | Preliminares | Semifinais            | Disputa pelo bronze       | Pos. final |
| --------------------- | ----------------- | ------------ | --------------------- | ------------------------- | ---------- |
| Peso pena (até 57 kg) | Denislav Suslekov | Sem oponente | GER Artur Bril D 2-2+ | VEN Fradimil Macayo D 3-8 | 4º         |

## Canoagem
| Evento                  | Atleta          | Tomada de tempo | Tomada de tempo | 1ª rodada                                    | 2ª rodada (repescagem)                    | Oitavas-de-final                   | Quartas-de-final   | Semi-finais        | Final              | Pos. final |
| Evento                  | Atleta          | Resultado       | Pos.            | Oponente Resultado                           | Oponente Resultado                        | Oponente Resultado                 | Oponente Resultado | Oponente Resultado | Oponente Resultado | Pos. final |
| ----------------------- | --------------- | --------------- | --------------- | -------------------------------------------- | ----------------------------------------- | ---------------------------------- | ------------------ | ------------------ | ------------------ | ---------- |
| Velocidade K1 masculino | Boris Nedyalkov | 1:34.32         | 12º             | POL Igor Dolata D 1:33.31(bat. 11)           | CMR Dipoko Dikongue V 1:37.66 (rep. 1)    | HUN Sandor Totka D 1:35.53(bat. 1) | Não avançou        | Não avançou        | Não avançou        | --         |
| Slalom K1 masculino     | Boris Nedyalkov | 1:49.52         | 17º             | SIN Brandon Wei Cheng Ooi D 1:49.37 (bat. 5) | HUN Sandor Totka D Não completou (rep. 4) | Não avançou                        | Não avançou        | Não avançou        | Não avançou        | --         |

## Ginástica rítmica
| Evento           | Atleta           | Qualificação | Qualificação | Qualificação | Qualificação | Qualificação | Qualificação | Final  | Final  | Final  | Final  | Final  | Final      |
| Evento           | Atleta           | Corda        | Arco         | Maças        | Fita         | Total        | Pos.         | Corda  | Arco   | Maças  | Fita   | Total  | Pos. final |
| ---------------- | ---------------- | ------------ | ------------ | ------------ | ------------ | ------------ | ------------ | ------ | ------ | ------ | ------ | ------ | ---------- |
| Individual geral | Anastasiya Kisse | 25.025       | 24.500       | 24.200       | 24.100       | 97.825       | 4º           | 23.925 | 24.400 | 23.500 | 24.550 | 96.375 | 5º         |

## Halterofilismo
| Evento              | Atleta          | Peso corporal (kg) | Arranque (kg) | Arranque (kg) | Arranque (kg) | Arranque (kg) | Arremesso (kg) | Arremesso (kg) | Arremesso (kg) | Arremesso (kg) | Total (kg) | Pos. final      |
| Evento              | Atleta          | Peso corporal (kg) | 1             | 2             | 3             | Res.          | 1              | 2              | 3              | Res.           | Total (kg) | Pos. final      |
| ------------------- | --------------- | ------------------ | ------------- | ------------- | ------------- | ------------- | -------------- | -------------- | -------------- | -------------- | ---------- | --------------- |
| Até 53 kg feminino  | Boyanka Kostova | 52,73              | 78            | 82            | 85            | 85            | 98             | 98             | 107            | 107            | 192        | Medalha de ouro |
| Até 85 kg masculino | Georgi Shikov   | 84,34              | 142           | 148           | 152           | 152           | 175            | 180            | 183            | 183            | 335        | Medalha de ouro |

## Judô
| Evento             | Atleta          | 1ª rodada                       | 2ª rodada                 | 2ª rodada repescagem | Final repescagem A        | Disputa pelo bronze A    | Pos. final |
| ------------------ | --------------- | ------------------------------- | ------------------------- | -------------------- | ------------------------- | ------------------------ | ---------- |
| Até 44 kg feminino | Yoana Damyanova | HAI Dielourdes Joseph V 101-000 | KOR Bae Seul-Bi D 000-101 | Sem oponente         | IND Neha Thakur V 021-000 | CAM Sothea Sam D 000-100 | 5º         |

## Lutas
| Evento                   | Atleta        | Preliminares                  | Preliminares                 | Preliminares           | Preliminares | Final                       | Pos. final |
| Evento                   | Atleta        | 1ª rodada                     | 2ª rodada                    | 3ª rodada              | Pos.         | Oponente Resultado          | Pos. final |
| Evento                   | Atleta        | Oponente Resultado            | Oponente Resultado           | Oponente Resultado     | Pos.         | Oponente Resultado          | Pos. final |
| ------------------------ | ------------- | ----------------------------- | ---------------------------- | ---------------------- | ------------ | --------------------------- | ---------- |
| Livre até 60 kg feminino | Dzhanan Ahmed | SIN Erna Natasha Puteri V 3-0 | USA Jenna Rose Burkert V 3-0 | IND Pooja Dhanda D 0-3 | 2º           | RUS Svetlana Lipatova D 0-3 | 4º         |

## Natação
| Evento                | Atleta            | Qualificação | Qualificação | Semifinais  | Semifinais   | Final       | Final       |
| Evento                | Atleta            | Resultado    | Posição      | Resultado   | Posição      | Resultado   | Posição     |
| --------------------- | ----------------- | ------------ | ------------ | ----------- | ------------ | ----------- | ----------- |
| 50 m livre feminino   | Hristina Muncheva | 27.97        | 28º (5º q6)  | Não avançou | Não avançou  | Não avançou | Não avançou |
| 100 m livre feminino  | Hristina Muncheva | 1:01.51      | 44º (8º q4)  | Não avançou | Não avançou  | Não avançou | Não avançou |
| 100 m peito masculino | Lachezar Shumkov  | 1:04.74      | 11º (2º q3)  | 1:04.97     | 14º (7º sf1) | Não avançou | Não avançou |
| 200 m peito masculino | Lachezar Shumkov  | 2:21.34      | 14º (4º q1)  |             |              | Não avançou | Não avançou |

## Pentatlo moderno
| Evento               | Atleta                             | Esgrima (Espada 1 toque) | Esgrima (Espada 1 toque) | Esgrima (Espada 1 toque) | Natação (200 m livre) | Natação (200 m livre) | Natação (200 m livre) | Corrida e tiro (3000 m, pistola a laser) | Corrida e tiro (3000 m, pistola a laser) | Corrida e tiro (3000 m, pistola a laser) | Pontuação total | Pos. final |
| Evento               | Atleta                             | Result.                  | Pos.                     | Pontos                   | Tempo                 | Pos.                  | Pontos                | Tempo                                    | Pos.                                     | Pontos                                   | Pontuação total | Pos. final |
| -------------------- | ---------------------------------- | ------------------------ | ------------------------ | ------------------------ | --------------------- | --------------------- | --------------------- | ---------------------------------------- | ---------------------------------------- | ---------------------------------------- | --------------- | ---------- |
| Individual feminino  | Beatriche Gencheva                 | 11                       | 12º                      | 800                      | 2:23.53               | 8º                    | 1080                  | 14:46.05                                 | 23º                                      | 1456                                     | 3336            | 22º        |
| Individual masculino | Doycho Ivanov                      | 11                       | 14º                      | 800                      | 2:17.65               | 21º                   | 1152                  | 11:56.20                                 | 16º                                      | 2136                                     | 4088            | 18º        |
| Equipes mistas       | Beatriche Gencheva e Doycho Ivanov | 48                       | 9º                       | 840                      | 2:08.15               | 19º                   | 1264                  | 16:54.85                                 | 19º                                      | 2024                                     | 4128            | 18º        |

## Remo
| Evento             | Atleta                        | Elim.   | Elim.       | Semifinais | Semifinais   | Final   | Final        |
| Evento             | Atleta                        | Tempo   | Pos.        | Tempo      | Pos.         | Tempo   | Pos.         |
| ------------------ | ----------------------------- | ------- | ----------- | ---------- | ------------ | ------- | ------------ |
| Dois sem feminino  | Teodora Gesheva Petya Mavrova | 3:37.09 | 2º (bat. 2) | 3:41.18    | 4º (sf A/B1) | 3:46.59 | 4º (Final B) |
| Dois sem masculino | Teri Georgiev Veselin Rusinov | 3:15.82 | 2º (bat. 2) | 3:20.38    | 4º (sf A/B2) | 3:11.39 | 1º (Final B) |

## Tiro
| Evento                       | Atleta          | Qualificação | Qualificação | Qualificação | Qualificação | Qualificação | Qualificação | Qualificação | Qualificação | Final       | Final       | Final       | Final       | Final       | Final       | Final       | Final       | Final       | Final       | Final       | Final       | Final       |
| Evento                       | Atleta          | 1            | 2            | 3            | 4            | 5            | 6            | Total        | Pos.         | 1           | 2           | 3           | 4           | 5           | 6           | 7           | 8           | 9           | 10          | Total final | Total       | Pos. final  |
| ---------------------------- | --------------- | ------------ | ------------ | ------------ | ------------ | ------------ | ------------ | ------------ | ------------ | ----------- | ----------- | ----------- | ----------- | ----------- | ----------- | ----------- | ----------- | ----------- | ----------- | ----------- | ----------- | ----------- |
| Pistola de ar 10 m masculino | Solomon Borisov | 90           | 89           | 92           | 85           | 92           | 90           | 538          | 19º          | Não avançou | Não avançou | Não avançou | Não avançou | Não avançou | Não avançou | Não avançou | Não avançou | Não avançou | Não avançou | Não avançou | Não avançou | Não avançou |

## Tiro com arco
| Evento               | Atleta                                 | Qualificatória | Qualificatória | 1ª rodada                                      | Oitavas-de-final        | Quartas-de-final   | Semi-finais        | Final              | Pos. final |
| Evento               | Atleta                                 | Resultado      | Pos.           | Oponente Resultado                             | Oponente Resultado      | Oponente Resultado | Oponente Resultado | Oponente Resultado | Pos. final |
| -------------------- | -------------------------------------- | -------------- | -------------- | ---------------------------------------------- | ----------------------- | ------------------ | ------------------ | ------------------ | ---------- |
| Individual masculino | Teodor Todorov                         | 572            | 26º            | CHN Luo Siyue V 6-0                            | EGY Ibrahim Sabry D 0-6 | Não avançou        | Não avançou        | Não avançou        | --         |
| Equipes mistas       | Teodor Todorov e KAZ Farida Tukebayeva |                |                | GRE Zoi Paraskevopoulou/ SLO Gregor Rajh D 2-6 | Não avançou             | Não avançou        | Não avançou        | Não avançou        | --         |